# Jiang Tingxi
Jiang Tingxi (en chino tradicional, 蔣廷錫; en chino simplificado, 蒋廷锡, en hanyun pinyin, Jiǎng Tíngxí, Wade-Giles, Chiang T'ing-hsi) (Changshu, 1669 - Jiangsu, 1732). Fue un pintor chino, y redactor de la enciclopedia Gujin tushu jicheng (Colección Completa de Antiguas y Modernas Escrituras y Cartas).
Fue también conocido con los nombres de Nansha, Qingtong Jushi, Qiujun, XiGu, Yangsun, y Youjun.
Después de Chen Menglei, dirigió la creación de la enciclopedia Gujin tushu jicheng de 5.020 volúmenes, que comenzó a escribirse en el reino del emperador Kangxi y se terminó en el reino de Kangxi, ambos de la Dinastía Qing, y que se publicó en 1726.
Como Pintor oficial de la Gran Secretaría de la Imperial Corte de Kyoto. Jiang Tingxi usó una amplia variedad de estilos artísticos, enfocado particularmente en la pintura de pájaros y flores. También fue competente en Caligrafía.